# PRFoods
PRFoods (tidigare som Premia Foods) är ett estniskt fiskodling, fiskproducerande och fiskförsäljningsföretag.
Företagets verksamhet äger rum i Estland, Finland, Sverige och Storbritannien. 

## Historia
Företaget är etablerat 2008. 
Sedan 2010 är bolaget listat i Nasdaq Tallinn.